# 661
661 (DCLXI) fue un año común comenzado en viernes del calendario juliano, en vigor en aquella fecha.

## Acontecimientos
- Los omeyas acceden al califato tras la muerte de Alí.

## Arte y literatura
- Consagración de la iglesia de San Juan de Baños (Palencia).[1]

## Fallecimientos
- Mundo islámico: Alí, yerno de Mahoma y califa, murió traicionado por los suyos y asesinado.